# Національний музей-заповідник українського гончарства в Опішному
Націона́льний музе́й-запові́дник украї́нського гонча́рства — науково-дослідний і культурно-освітній заклад, метою якого є збереження й популяризація гончарської спадщини України

## Історія
11 березня 1986 року в Опішному, за дорученням Ради Міністрів України, засновано Музей гончарства. Через три роки (03.11.1989) прийнято урядову постанову про формування на його базі Державного музею-заповідника українського гончарства — етно-мистецтвознавчого науково-дослідницького і культурно-освітнього закладу, національної гончарської скарбниці України. 2001 року Музею-заповіднику надано статус національного. З 2016 року — член Національного комітету міжнародної Ради музеїв «ІСОМ». Нині заклад постає Всеукраїнським центром дослідження, збереження й популяризації гончарської спадщини України.
Музей-заповідник володіє найбільшою в Україні колекцією творів народних майстрів-гончарів та художників-керамістів (близько 55000). У ній представлено творчі досягнення мистців усіх історико-етнографічних регіонів України, провідних національних шкіл художньої кераміки. Не мають аналогів у країні та за її межами й музейна Національна галерея монументальної та садово-паркової глиняної скульптури, Галерея символічних панно провідних художників-керамістів і гончарів України та інших країн.

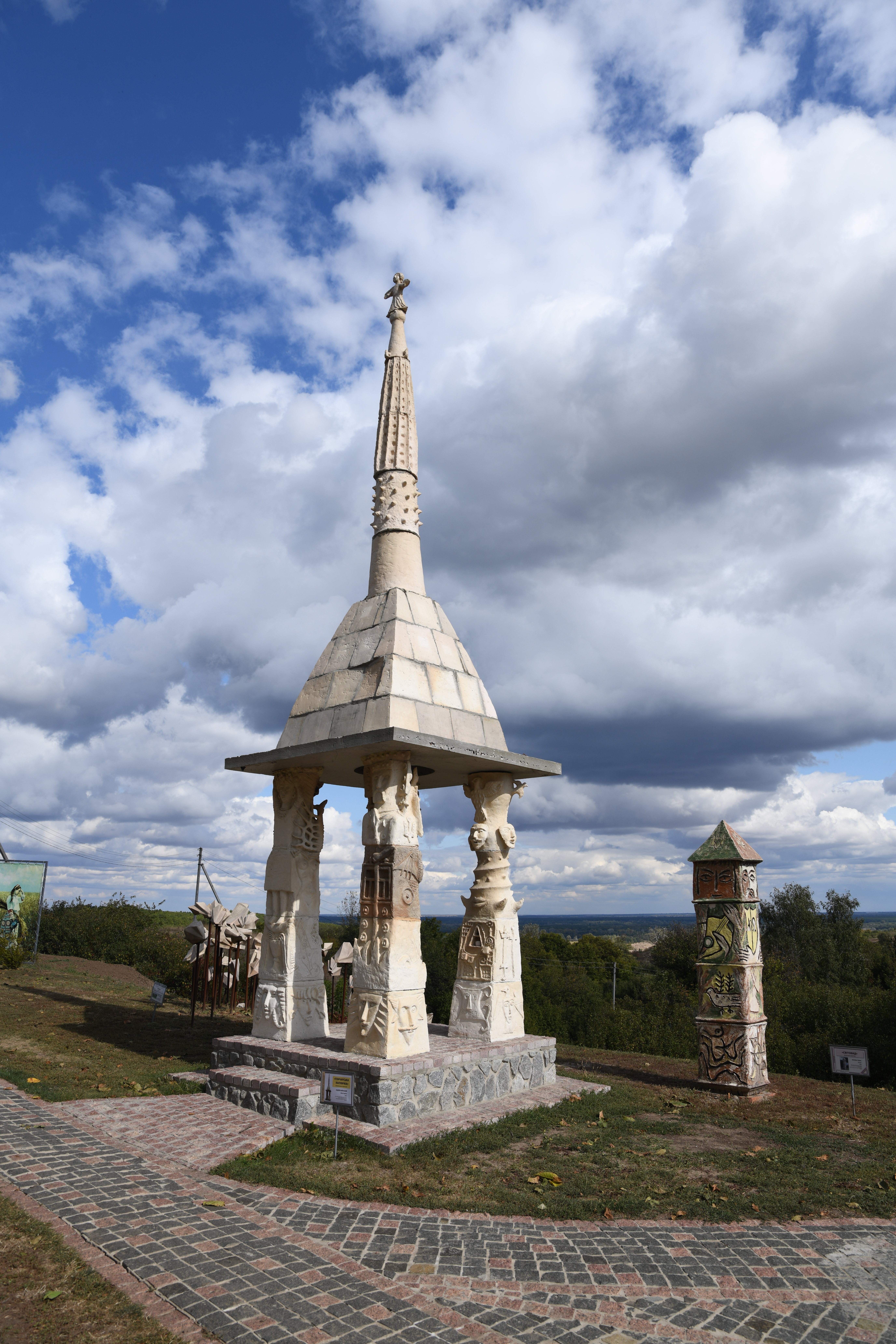
Скульптура Андрія Ільїнського «Гончарська капличка»

## Діяльність

Діяльність Музею-заповідника спрямована на збирання польових матеріалів, формування колекцій, наукове вивчення та популяризацію українського гончарства.
Нині це — багатоструктурний науково-просвітницький центр, у складі якого функціонують: Національний архів українського гончарства, Гончарська книгозбірня України, Аудіовізуальна студія українського гончарства, видавництво «Українське Народознавство», Меморіальний музей-садиба славетної гончарки Олександри Селюченко, Меморіальний музей-садиба гончарської родини Пошивайлів, Меморіальний музей-садиба Леоніда Сморжа, Музей мистецької родини Кричевських, Центр популяризації гончарської спадщини України.
В Опішному сформувався чисельний науковий колектив (12 кандидатів та 2 доктори наук), інтелектуальний потенціал якого в сфері дослідження гончарства не має рівних в Україні. Музей-заповідник підтримує творчі й наукові зв'язки з найбільшими керамічними музеями США, Франції, Великої Британії, Іспанії, Португалії, Нідерландів, Німеччини, Бельгії, Італії, Швейцарії та інших країн, Міжнародною академією кераміки в Женеві, Європейським центром світової кераміки в Гертогенбосі тощо. Він виступив ініціатором створення Міжнародної асоціації музеїв кераміки.
Національний музей-заповідник українського гончарства є організатором національних симпозіумів гончарства, інтерсимпозіумів кераміки, міжнародних гончарських фестивалів, національних конкурсів художньої кераміки, всеукраїнських і міжнародних наукових конференцій з проблематики гончарства, кераміки. 2017 року вперше в нашій державі Музей-заповідник започаткував проведення Українського БІЄНАЛЕ художньої кераміки імені Василя Кричевського — національної мистецької події в галузі художньої кераміки, яка надалі відбуватиметься що два роки в статусі міжнародного.
У 2019 році на базі Музею-заповідника у рамках XI Тижня Національного Гончарного Здвиження в Опішному «Здвиг-2019», пройшов Міжнародний симпозіум монументальної кераміки «ГігантоМАНІЯ». За умовами впродовж 30 днів 7 мистців (Брок Ален і Марк Чатерлі зі США, Дануте Гарлавічене з Литви, Боріс Роце з Хорватії, а також Інна Гуржій, Андрій Ільїнський  Олександр Сердюк з України) виготовили й встановили 5-метрові монументальні скульптури. Переможцем було визнано Андрія Ільїнського зі скульптурою «Гончарська капличка».
Музей гончарства в Опішному — це єдиний у світовій науковій практиці музейний заклад, у структурі якого було створено:
– загальноосвітній мистецький навчальний заклад — Колегіум мистецтв у Опішному (1997). 2004 року він набув прав юридичної особи і статусу Державної спеціалізованої художньої школи-інтернату І-ІІІ ступенів «Колегіум мистецтв у Опішному» з підпорядкуванням Міністерству культури України.
– академічну науково-дослідну установу — Інститут керамології — відділення Інституту народознавства НАН України. За короткий проміжок часу він став провідним у галузі керамології, ствердивши пріоритетні позиції України в розвитку цієї новітньої наукової дисципліни. З вересня 2002 року установа набула прав юридичної особи з підпорядкуванням Національній академії наук України.

## Структура
- Національний архів українського гончарства — займається пошуком та збереженням писемних документів, пов'язаних з історією гончарства.
- Гончарська книгозбірня України — спеціалізована бібліотека з проблем українського та світового гончарства.
- Науково-пошуковий відділ аудіовізульних джерел — створює фото- та відеоматеріали виробничих процесів, пов'язаних з гончарством, звичаїв та обрядів гончарів.
- Центр спеціальних методів дослідження кераміки — проводить палеоетнографічні та фізико-хімічні аналізи кераміки.
- Меморіальний музей-садиба гончарівни Олександри Селюченко
- Меморіальний музей-садиба гончарської родини Пошивайлів
- Меморіальний музей-садиба філософа й колекціонера опішненської кераміки Леоніда Сморжа
- Музей мистецької родини Кричевських
- Видавництво «Українське Народознавство»
- Центр популяризації гончарської спадщини — Мистецька галерея, в якій експонуються художні керамологічні виставки, у тому числі твори провідних гончарів і художників-керамістів України.
- Центр досліджень українського гончарства  — займається проведенням керамологічних експедицій до всіх регіонів України з метою вивчення гончарства, збирання творів кераміки та інших видів декоративно-прикладного мистецтва, здійснює археологічні розкопки.

### Архів
Національний архів українського гончарства — займається пошуком та збереженням писемних документів, пов'язаних з історією гончарства. Архів створено в 1993 році. У ньому зберігаються матеріали, зібрані під час польових керамологічних експедицій науковців Національного музею-заповідника українського гончарства та Інституту керамології — відділення Інституту народознавства НАН України.
Тут зберігаються дисертації на здобуття вчених ступенів відомих дослідників гончарства, колекції періодичних публікацій, буклетів, листівок, плакатів гончарної тематики, матеріалів симпозіумів, конференцій та семінарів. Окремий фонд складає архівна спадщина опішнянських гончарів — Олександри Селюченко, Мотрони Назарчук, Миколи Пошивайла, Івана Білика, Василя Омелянека, Трохима Демченка та ін.
2011 року онук видатного українського архітектора, маляра, графіка, художника декоративного мистецтва, мистецтвознавця, педагога, колекціонера фундатора стилю українського модерну в національній архітектурі Василя Кричевського Василь Лінде-Кричевський передав до Архіву матеріали родин Кричевських, Щербаківських. В Архіві також сформовано фонди керамістів Пантелеймона Мусієнка та Ніни Федорової, опішненської малювальниці Мотрони Назарчук, гончарів Миколи Пошивайла, Івана Білика, Василя Омеляненка, художника-кераміста Трохима Демченка.
Окремий фонд Архіву становлять наукові звіти та матеріали науковців Національного музею-заповідника українського гончарства в Опішному та Інституту керамології – відділення Інституту народознавства НАН України, зібрані під час польових керамологічних експедицій. 

### Бібліотека
Гончарська книгозбірня України — спеціалізована бібліотека з проблем українського та світового гончарства. Фонди Гончарської книгозбірні України налічують близько 100 тисяч одиниць зберігання. Щорічно вони поповнюються на 1-1,5 тисячі примірників. Література збільшується за рахунок періодичних видань керамологічної тематики Росії, США, країн Європи.
Тут зберігаються особисті бібліотечки унікальних книг відомих керамологів: Катерини Матейко, Юрія Лащука, Василя Гудака, Олеся Пошивайла, Отара Мчедлова-Петросяна, художників-керамістів Володимира Онищенка, Надії і Валерія Протор'євих, славетного українського дослідника, гончаря Пантелеймона Мусієнка та художниці-керамістки Ніни Федорової, відомого українського мистецтвознавця Олександра Тищенка, відомого українського скульптора Лідії Трегубової, народних майстрів-гончарів Олександри Селюченко, Трохима Демченка, Михайла Китриша, відомого поета, культуролога Петра Ротача, Валеріана та Раїси Павленків, філософа й колекціонера опішненської кераміки Леоніда Сморжа та багатьох інших. Окрасою цих бібліотечок є книги з дарчими підписами. Провідним напрямком у діяльності Гончарської книгозбірні України, окрім комплектування фондів, керамологічної картотеки «Гончарство», є підготовка Національного наукового щорічника «Бібліографія українського гончарства», який охоплює публікації про українське гончарство, кераміку, керамологію. Тематичне спрямування матеріалів — від археології, історії, етнографії і мистецтва гончарювання до найрізноманітніших проблем технічної кераміки. До реєстру включено книги, брошури, журнали, буклети, статті, повідомлення, що надійшли до Гончарської книгозбірні України та Національного архіву українського гончарства.

## Галерея
Експонати Національної галереї української монументальної скульптури:

## Виноски
1. ↑  Національний музей-заповідник українського гончарства [Архівовано 2015-02-05 у Wayback Machine.] — Ukrainian Travel
2. ↑  Указ Президента України «Про надання Державному музею-заповіднику українського гончарства статусу національного». Архів оригіналу за 26 лютого 2022. Процитовано 18 серпня 2013.
3. ↑  Світлана Пругло. Як Україну полонили глиняні гігінти.//Культура і Життя, №29—30, 2019. — С. 16.